# 嘉義市議會
23°28′45″N 120°25′56″E / 23.479106°N 120.432221°E
嘉義市議會是中華民國嘉義市的最高立法機關，位於嘉義市西區。目前為第11屆市議會，自2022年12月25日就任，議長為無黨籍的陳姿妏，副議長為無黨籍的張榮藏。

## 議會沿革
1951年，新東、新西、新南、新北四鎮建制撤銷，併成嘉義市，為嘉義縣唯一的縣轄市，1952年成立嘉義市民代表會，為嘉義市議會前身，1982年嘉義市改制升格為省轄市，原嘉義市民代表會改稱為「嘉義市議會」。

## 議員

### 議長
| 屆別     | 任期           | 任期           | 議長   | 議長              | 副議長 | 副議長            | 備註                 |
| 屆別     | 就任日期       | 卸任日期       | 姓名   | 黨籍              | 姓名   | 黨籍              | 備註                 |
| -------- | -------------- | -------------- | ------ | ----------------- | ------ | ----------------- | -------------------- |
| 第一屆   | 1982年7月1日   | 1986年2月28日  | 曾文炎 | 中國國民黨        | 侯勇墻 |                   |                      |
| 第二屆   | 1986年3月1日   | 1990年2月28日  | 吳惠   | 中國國民黨        | 蕭登旺 | 無黨籍            |                      |
| 第三屆   | 1990年3月1日   | 1994年2月28日  | 蕭登旺 | 無黨籍            | 羅錦義 | 無黨籍            |                      |
| 第四屆   | 1994年3月1日   | 1998年2月28日  | 蕭登旺 | 無黨籍            | 陳春貴 |                   |                      |
| 第五屆   | 1998年3月1日   | 2001年8月20日  | 蕭登旺 | 無黨籍            | 鄭俊亨 | 中國國民黨        | 議長病逝             |
| 第五屆   | 2001年8月20日  | 2002年2月28日  | 蔡嘉文 | 無黨籍            | 鄭俊亨 | 中國國民黨        | 議長補選上任         |
| 第六屆   | 2002年3月1日   | 2005年12月20日 | 蔡貴絲 | 無黨籍            | 侯金良 | 中國國民黨        |                      |
| 第七屆   | 2005年12月20日 | 2009年12月20日 | 蔡貴絲 | 無黨籍            | 邱芳欽 | 無黨籍            |                      |
| 第八屆   | 2009年12月20日 | 2012年11月25日 | 林承勳 | 無黨籍            | 邱芳欽 | 無黨籍            | 議長解職             |
| 第八屆   | 2012年11月25日 | 2014年12月25日 | 蔡貴絲 | 中國國民黨        | 邱芳欽 | 無黨籍            | 議長補選上任         |
| 第九屆   | 2014年12月25日 | 2018年12月25日 | 蕭淑麗 | 中國國民黨→無黨籍 | 郭明賓 | 中國國民黨→無黨籍 | 正副議長同時宣布退黨 |
| 第十屆   | 2018年12月25日 | 2022年12月25日 | 莊豐安 | 無黨籍            | 蘇澤峰 | 無黨籍            |                      |
| 第十一屆 | 2022年12月25日 |                | 陳姿妏 | 無黨籍            | 張榮藏 | 無黨籍            |                      |

## 嘉義市公車
| 編號              | 經營業者 | 路線                                                      | 停靠站               |
| ----------------- | -------- | --------------------------------------------------------- | -------------------- |
| 中山幹線（綠線）  | 國光客運 | 嘉義市公車中山幹線 （嘉義大學校區內－大富路）             | 嘉義醫院（中興路）站 |
| 中山幹線（綠A線） | 國光客運 | 嘉義市公車中山幹線 （嘉義大學校區內－二二八國家紀念公園） | 嘉義醫院（中興路）站 |
| 樂活2路           | 捷乘交通 | 嘉義市公車樂活2路 （竹村里活動中心－五港宮）              | 嘉義市衛生局站       |
| 趣淘3路           | 捷乘交通 | 嘉義市公車趣淘3路 （東洋新村－奉天宮）                    | 嘉義醫院（北港路）站 |

## 外部連結
- 嘉義市議會（页面存档备份，存于）（繁體中文）（英文）
- 嘉義市選舉委員會（页面存档备份，存于）（繁體中文）